# جونغ وو سونغ
جونغ وو سونغ (هانغل: 정우성) (بالإنجليزية: Jung Woo-sung)‏ (من مواليد 22 أبريل 1973) هو ممثل كوري جنوبي.

## النشأة
نشأ جونغ في سادانج دونج، التي كانت آنذاك واحدة من أفقر الاحياء في سيول. تخلى عن الدراسة، وترك المدرسة الثانوية بعد عام واحد، للعمل وبالتالي دعم الأسرة. لم يخف هذه الحقيقة ولم يندم على ذلك. كان طويلًا في المدرسة الابتدائية، وطوله جعله ينحني باستمرار. عند محاولته اقتحام صناعة السينما، قيل له إنه طويل جدًا بحيث لا يمكن أن يصبح ممثلاً، لذلك عمل في البداية كعارض أزياء.[بحاجة لمصدر]

## اعمال

### أفلام
- بيت العنكبوت (2023)